# Кари Харт
Кари Джейсън Филип Харт (на английски: Carey Hart) е мотокрос състезател. През 2000 година той става първият мотокрос състезател изпълнил „backflip“.

## Биография
Кари Харт е роден на 17 юли 1975 в Лас Вегас, Невада.

### Кариера
Първият си мотокрос велосипед Кари получава от баща си когато е на 4 години. Баща му се надява това да се превърне в хоби на сина му, но по-късно мотокросът става най-голямата страст на Кари Харт.
Още преди да завърши гимназия Кари вече излиза от категорията „аматьор“ и се превръща в професионален състезател.
Скоро след това Харт се събира с още няколко момчета, също състезатели като него. През 1998 г. той става лидер на това мотокрос движение като остава един от най-иновативните ездачи в спорта.
Кари е създателят на т.нар. „Атака на Харт“ (Hart Attack) и през 2000 година става първия мотокрос състезател успял да направи backflip с 250 кубиков мотор.

### Hart and Huntigton
През 2004 година, страстта на Кари към татуировките се превръща в бизнес. Заедно със съдружника си Джон Хънтингтън те отварят веригата тату-салони „Харт и Хънтингтън“. Първият салон е отворен в „Palms“ казино в Лас Вегас. Не след дълго салоните „Харт и Хънтигтън“ отварят врати и в Хонолулу, Сан Лукас и Орландо.

### Wasted Space
През 2008 г. Кари Харт отваря и Рок-бара „Wasted space“ в Hard Rock Hotel в Лас Вегас. С жива рок музика и приятната атмосфера клубът застава в челните редици в нощната клуб индустрия в Града на Греха.

### Hart And Huntington Australia Tour 2009
Въпреки че Кари се впуска в бизнес начинания, той не изоставя мотокроса, въпреки че е преживявал множество счупвания и контузии благодарение на него. Мотокросът дори отнема и живота на по-малкия му брат Тони Харт през август 2008 г. Но Харт казва, че той е като котка с 9 живота и ще продължи със състезанията, защото те му помагат да се отърси от проблемите си. Така през май 2009 г. той организира безплатно за зрителите турне в 5 града в Австралия.

### Изяви извън спорта
През 2002 изиграва малка роля във филма с Вин Дизел „Трите Хикса“
През 2004 участва в клипа на песента на Пинк „Just Like a Pill“.
Същата година участва като статист, упражнявайки мотокрос способностите си във филма „Ангелите на Чарли: Газ до дупка“.
През 2008 г. участва в клипа на песента на Пинк „So What?!“. Изненада за всички е участието му, тъй като по време на заснемането Кари и Пинк са разделени.
През 2008 г. участва в реклама „Ink Not Mink“ на Организацията за етично отношение към животните ПЕТА (РЕТА).
В края на 2008 г. издава собствена кинга „Inked“ (татуирани), в която е включил множество реални истории относно татуировките и снимки.

### Личен живот
През 2002 година, на мотокрос състезание, Кари се запознава с американската певица Пинк. През лятото на 2005 тя неочаквано му предлага брак като му размахва плакат с надпис „Ще се ожениш ли за мен. Говоря сериозно!“, докато е на състезание. На 7 януари 2006 г. двамата се женят на плажна церемония в Коста Рика.
През 2008 г. двамата заявяват, че са се разделили за известно време, но една година по-късно обявяват, че отново са заедно.

### Татуировки
Първото нещо, което бие на очи в Кари Харт са неговите татуировки. Сам казва, че над 80% от горната част на тялото му е омастилена. Сред татуировките му са:
- надписът на дясната му китка „Истинска Любов“ (Tru Luv). Такава татуировка има и съпругата му Пинк.
- надписът „Алиша“ на лявата му китка (истинското име на Пинк)
- надписът „Пинк“ на кръста му
- надписите „Hart“ и „Luck“ на пръстите му
- ретро автомобил на корема му
- множество татуировки посветени на Лас Вегас (рулетка, цифри)
- горящо сърце в памет на брат му (на врата му)
- отличителния знак на „Харт и Хънтингтън“ на ръката му
- факла на гърдите му олицетворяваща семейството му
- звяр на гърба му и др.